# Label Bleu
Label Bleu is een Frans platenlabel, dat zich richt op jazz, geïmproviseerde muziek en wereldmuziek. Het label werd in 1986 opgericht door geluidstechnicus Michel Orier en is gevestigd in Amiens.
Aanvankelijk bracht het label jazz-platen uit, maar in 1992 begon het ook wereldmuziek uit te brengen op het sublabel Indigo. In 2002 volgde een label voor elektronische muziek, Bleu Indigo. In 2005/2006 kwam het label in financiële problemen door ingezakte platenverkopen. Het label ging in gesprek met Harmonia Mundi, maar de onderhandelingen mislukten en in juli 2007 stopte het label voorlopig met het uitgeven van platen.
Onder de musici die met platen op het label uitkwamen zijn Franse jazzmusici als Henri Texier, Louis Sclavis, Claude Barthélemy en Marc Ducret, maar het label bracht ook 'buitenlandse' artiesten uit. Enkele andere uitgegeven musici zijn: Daniel Humair, Enrico Rava, Dave Liebman, George Russell, Steve Coleman, Jon Hassell en Gary Lucas.